# Jules Delahaye
Pour les articles homonymes, voir Delahaye (homonymie).
Jules Delahaye, né à Angers le 5 mai 1851 et mort à Paris le 15 avril 1925, est un archiviste et homme politique français.

## Biographie
Après avoir combattu comme engagé volontaire en 1870, il est reçu en 1873 à l'École des chartes, où il soutient une thèse intitulée Essai sur la réforme ecclésiastique au XIe siècle, et devient archiviste paléographe en 1877. La même année, il obtient également sa licence en droit.
Archiviste départemental de Loir-et-Cher, il quitte la fonction publique pour devenir directeur d'un journal de Tours, le Journal d'Indre-et-Loire, royaliste et antisémite. Catholique et antisémite virulent, il collabore par ailleurs à La Libre Parole d'Édouard Drumont, principal organe de l'antisémitisme .
En 1889, rallié au général Boulanger, Delahaye est élu député à Chinon, dès le premier tour, siège qu'il conserve jusqu'en 1893.
C'est le 21 novembre 1892 qu'il s'illustre en dénonçant à la tribune de la Chambre les compromissions de la classe politique dans le scandale de Panama. À la suite de son intervention, une commission d'enquête parlementaire est créée. En 1896, Il se déplace jusqu'en Tunisie pour enquêter sur les assassins du Marquis de Morès.
Battu aux législatives de 1902, il est élu député de Maine-et-Loire grâce aux législatives de 1906. Il représente ce département au Palais Bourbon jusqu'en 1919. Proche de l'Action française, il devient alors le principal porte-parole de l'antisémitisme à la Chambre des députés. Ainsi, selon l'historien Laurent Joly :
« En 1910, [il] dépose la dernière interpellation à l’intitulé ouvertement antisémite de l’histoire de la Troisième République, « sur la provocation systématique dirigée contre l’esprit national le plus légitime, le plus nécessaire et dont la préférence caractéristique donnée à M. Joseph Reinach et à M. Ficker, dans la publication des documents de la guerre de 1870, n’est qu’un des traits nombreux. »
Delahaye attaque également Abraham Schrameck, directeur de l'administration pénitentiaire, en 1911 : « Il ne faut pas un juif à la tête des prisons pour maltraiter les chrétiens ». Il dénonce la finance internationale, thème mis à la mode par Les Protocoles des Sages de Sion.
Il s'abstient de voter lors de la ratification du traité de Versailles, estimant que l'Allemagne ne paierait pas l'Indemnité de guerre et, tôt ou tard, redeviendrait la grande puissance continentale au détriment de la France.
Battu aux législatives de 1919, il se fait élire sénateur de Maine-et-Loire en 1920
Fréquemment soutenu par son frère ainé Dominique au sénat, le duo se distingue à la chambre haute par leurs opinions et positions très similaires.
Il conserve son siège jusqu'à sa mort en 1925.

## Sources
- « Jules Delahaye », dans le Dictionnaire des parlementaires français (1889-1940), sous la direction de Jean Jolly, PUF, 1960 [détail de l’édition]
- Les assassins et les vengeurs de Morès, 3 volumes, éditions Victor Retaux. Paris, 1905